# Engelberge (femme de Louis II)
Pour l’article homonyme, voir Engelberge.
Engelberge d’Alsace, également connue sous le nom d’Angilberga, est née vers 830 et décédée en 891. Épouse de l’empereur Louis II le Jeune, elle porte successivement les titres de reine consort d’Italie à partir de 852, puis de reine de Provence en 863. En tant qu’impératrice du Saint-Empire carolingien, elle joue un rôle politique actif aux côtés de son époux, notamment dans les affaires diplomatiques et religieuses. Elle conserve ses titres jusqu’à la mort de Louis II, le 12 août 875.

## Hypothèses sur sa famille
Engelberge appartiendrait à la famille des Supponides, l’une des lignées les plus influentes de l’aristocratie franque dans le royaume d’Italie sous le règne de Lothaire II. Fille du comte de Parme Adalgiso. Elle a trois frères, Egifredus, Ardengus et Suppo, et son neveu Paul devient évêque de Plaisance.
Les seuls indices à la disposition des historiens sont plusieurs diplômes carolingiens :
- le premier, qui est de l'empereur Charles le Gros, qualifie Engelberge de soror ;
- un autre, toujours de l'empereur Charles le Gros, qualifie Ermengarde, fille d'Engelberge, de nepotis ;
- un troisième, de Carloman, qualifie Engelberge de soror ;
- un dernier, de Louis II le Jeune, qualifie son archiministre Suppon de consobrinus de l'épouse de l'empereur.

À partir de ces maigres données, plusieurs hypothèses ont été proposées :
1 - Les auteurs italiens pensent que le qualificatif de soror fait référence à une parenté spirituelle et considèrent que Louis II le Germanique, père de Carloman et Charles le Gros, est parrain d'Engelberge.
2 - Maurice Chaume traduit soror par « belle-sœur » et voit dans Engelberge une sœur de Richarde, femme de Charles le Gros, et fille d'Erchanger II, comte de Nordgau,.
|  |  |  |  |                                       |                                       |                                       |                                       |                                       |                                       |  |  | Louis II le Germanique (806 † 876) roi de Germaine | Louis II le Germanique (806 † 876) roi de Germaine | Louis II le Germanique (806 † 876) roi de Germaine | Louis II le Germanique (806 † 876) roi de Germaine | Louis II le Germanique (806 † 876) roi de Germaine | Louis II le Germanique (806 † 876) roi de Germaine |  |  |                                      |                                      |                                      |                                      |                                      |                                      |  |  | Erchanger comte de Nordgau | Erchanger comte de Nordgau | Erchanger comte de Nordgau | Erchanger comte de Nordgau | Erchanger comte de Nordgau    | Erchanger comte de Nordgau    |                               |                               |                                                       |                                                       |                                                       |                                                       |                                                       |                                                       |                                        |                                        |                                        |                                        |                                     |                                     |                                     |                                     |  |  |  |  |  |  |  |  |  |  |  |  |  |  |  |  |
|  |  |  |  |                                       |                                       |                                       |                                       |                                       |                                       |  |  | Louis II le Germanique (806 † 876) roi de Germaine | Louis II le Germanique (806 † 876) roi de Germaine | Louis II le Germanique (806 † 876) roi de Germaine | Louis II le Germanique (806 † 876) roi de Germaine | Louis II le Germanique (806 † 876) roi de Germaine | Louis II le Germanique (806 † 876) roi de Germaine |  |  |                                      |                                      |                                      |                                      |                                      |                                      |  |  | Erchanger comte de Nordgau | Erchanger comte de Nordgau | Erchanger comte de Nordgau | Erchanger comte de Nordgau | Erchanger comte de Nordgau    | Erchanger comte de Nordgau    |                               |                               |                                                       |                                                       |                                                       |                                                       |                                                       |                                                       |                                        |                                        |                                        |                                        |                                     |                                     |                                     |                                     |  |  |  |  |  |  |  |  |  |  |  |  |  |  |  |  |
|  |  |  |  |                                       |                                       |                                       |                                       |                                       |                                       |  |  |                                                    |                                                    |                                                    |                                                    |                                                    |                                                    |  |  |                                      |                                      |                                      |                                      |                                      |                                      |  |  |                            |                            |                            |                            |                               |                               |                               |                               |                                                       |                                                       |                                                       |                                                       |                                                       |                                                       |                                        |                                        |                                        |                                        |                                     |                                     |                                     |                                     |  |  |  |  |  |  |  |  |  |  |  |  |  |  |  |  |
|  |  |  |  | Carloman (v.830 † 880) roi de Bavière | Carloman (v.830 † 880) roi de Bavière | Carloman (v.830 † 880) roi de Bavière | Carloman (v.830 † 880) roi de Bavière | Carloman (v.830 † 880) roi de Bavière | Carloman (v.830 † 880) roi de Bavière |  |  | Louis III le jeune (v.835 † 882) roi de Germaine   | Louis III le jeune (v.835 † 882) roi de Germaine   | Louis III le jeune (v.835 † 882) roi de Germaine   | Louis III le jeune (v.835 † 882) roi de Germaine   | Louis III le jeune (v.835 † 882) roi de Germaine   | Louis III le jeune (v.835 † 882) roi de Germaine   |  |  | Charles le Gros (839 † 888) empereur | Charles le Gros (839 † 888) empereur | Charles le Gros (839 † 888) empereur | Charles le Gros (839 † 888) empereur | Charles le Gros (839 † 888) empereur | Charles le Gros (839 † 888) empereur |  |  | Richarde                   | Richarde                   | Richarde                   | Richarde                   | Richarde                      | Richarde                      |                               |                               | Engelberge soror de Charles le Gros soror de Carloman | Engelberge soror de Charles le Gros soror de Carloman | Engelberge soror de Charles le Gros soror de Carloman | Engelberge soror de Charles le Gros soror de Carloman | Engelberge soror de Charles le Gros soror de Carloman | Engelberge soror de Charles le Gros soror de Carloman |                                        |                                        | Louis II (v.825 † 875) roi d'Italie    | Louis II (v.825 † 875) roi d'Italie    | Louis II (v.825 † 875) roi d'Italie | Louis II (v.825 † 875) roi d'Italie | Louis II (v.825 † 875) roi d'Italie | Louis II (v.825 † 875) roi d'Italie |  |  |  |  |  |  |  |  |  |  |  |  |  |  |  |  |
|  |  |  |  | Carloman (v.830 † 880) roi de Bavière | Carloman (v.830 † 880) roi de Bavière | Carloman (v.830 † 880) roi de Bavière | Carloman (v.830 † 880) roi de Bavière | Carloman (v.830 † 880) roi de Bavière | Carloman (v.830 † 880) roi de Bavière |  |  | Louis III le jeune (v.835 † 882) roi de Germaine   | Louis III le jeune (v.835 † 882) roi de Germaine   | Louis III le jeune (v.835 † 882) roi de Germaine   | Louis III le jeune (v.835 † 882) roi de Germaine   | Louis III le jeune (v.835 † 882) roi de Germaine   | Louis III le jeune (v.835 † 882) roi de Germaine   |  |  | Charles le Gros (839 † 888) empereur | Charles le Gros (839 † 888) empereur | Charles le Gros (839 † 888) empereur | Charles le Gros (839 † 888) empereur | Charles le Gros (839 † 888) empereur | Charles le Gros (839 † 888) empereur |  |  | Richarde                   | Richarde                   | Richarde                   | Richarde                   | Richarde                      | Richarde                      |                               |                               | Engelberge soror de Charles le Gros soror de Carloman | Engelberge soror de Charles le Gros soror de Carloman | Engelberge soror de Charles le Gros soror de Carloman | Engelberge soror de Charles le Gros soror de Carloman | Engelberge soror de Charles le Gros soror de Carloman | Engelberge soror de Charles le Gros soror de Carloman |                                        |                                        | Louis II (v.825 † 875) roi d'Italie    | Louis II (v.825 † 875) roi d'Italie    | Louis II (v.825 † 875) roi d'Italie | Louis II (v.825 † 875) roi d'Italie | Louis II (v.825 † 875) roi d'Italie | Louis II (v.825 † 875) roi d'Italie |  |  |  |  |  |  |  |  |  |  |  |  |  |  |  |  |
|  |  |  |  |                                       |                                       |                                       |                                       |                                       |                                       |  |  |                                                    |                                                    |                                                    |                                                    |                                                    |                                                    |  |  |                                      |                                      |                                      |                                      |                                      |                                      |  |  |                            |                            |                            |                            |                               |                               |                               |                               |                                                       |                                                       |                                                       |                                                       |                                                       |                                                       |                                        |                                        |                                        |                                        |                                     |                                     |                                     |                                     |  |  |  |  |  |  |  |  |  |  |  |  |  |  |  |  |
|  |  |  |  |                                       |                                       |                                       |                                       |                                       |                                       |  |  |                                                    |                                                    |                                                    |                                                    |                                                    |                                                    |  |  |                                      |                                      |                                      |                                      |                                      |                                      |  |  |                            |                            |                            |                            | Boson († 887) roi en Provence | Boson († 887) roi en Provence | Boson († 887) roi en Provence | Boson († 887) roi en Provence | Boson († 887) roi en Provence                         | Boson († 887) roi en Provence                         |                                                       |                                                       | Ermengearde nepotis de Charles le Gros                | Ermengearde nepotis de Charles le Gros                | Ermengearde nepotis de Charles le Gros | Ermengearde nepotis de Charles le Gros | Ermengearde nepotis de Charles le Gros | Ermengearde nepotis de Charles le Gros |                                     |                                     |                                     |                                     |  |  |  |  |  |  |  |  |  |  |  |  |  |  |  |  |
|  |  |  |  |                                       |                                       |                                       |                                       |                                       |                                       |  |  |                                                    |                                                    |                                                    |                                                    |                                                    |                                                    |  |  |                                      |                                      |                                      |                                      |                                      |                                      |  |  |                            |                            |                            |                            | Boson († 887) roi en Provence | Boson († 887) roi en Provence | Boson († 887) roi en Provence | Boson († 887) roi en Provence | Boson († 887) roi en Provence                         | Boson († 887) roi en Provence                         |                                                       |                                                       | Ermengearde nepotis de Charles le Gros                | Ermengearde nepotis de Charles le Gros                | Ermengearde nepotis de Charles le Gros | Ermengearde nepotis de Charles le Gros | Ermengearde nepotis de Charles le Gros | Ermengearde nepotis de Charles le Gros |                                     |                                     |                                     |                                     |  |  |  |  |  |  |  |  |  |  |  |  |  |  |  |  |

3 - Partant de la référence à Suppon, d'une affirmation de J. du Bouchet dans un texte de 1646 et reprenant les suppositions des auteurs italiens à propos d'une parenté spirituelle entre Louis III le germanique et Engelberge, Eduard Hlawitschka en fait une fille d'Adalgise Ier, duc de Spolète et comte de Parme en 835. Cette thèse est encore officiellement admise,.
|                                                               |                                                               |                                                               |                                                               |                                                               |                                                               |  |  |                                |                                |                                |                                | Suppo Ier († 824) duc de Spolète |                                |            |            |                            |                            |                            |                            |                                           |                                           |                                           |                                           |                                           |                                           |            |            |            |            |  |  |                                     |                                     |                                     |                                     |                                     |                                     |  |  |  |  |  |  |  |  |  |  |  |  |  |  |  |  |  |  |  |  |
|                                                               |                                                               |                                                               |                                                               |                                                               |                                                               |  |  |                                |                                |                                |                                |                                  |                                |            |            |                            |                            |                            |                            |                                           |                                           |                                           |                                           |                                           |                                           |            |            |            |            |  |  |                                     |                                     |                                     |                                     |                                     |                                     |  |  |  |  |  |  |  |  |  |  |  |  |  |  |  |  |  |  |  |  |
|                                                               |                                                               |                                                               |                                                               |                                                               |                                                               |  |  |                                |                                |                                |                                |                                  |                                |            |            |                            |                            |                            |                            |                                           |                                           |                                           |                                           |                                           |                                           |            |            |            |            |  |  |                                     |                                     |                                     |                                     |                                     |                                     |  |  |  |  |  |  |  |  |  |  |  |  |  |  |  |  |  |  |  |  |
| Mauring                                                       | Mauring                                                       | Mauring                                                       | Mauring                                                       | Mauring                                                       | Mauring                                                       |  |  | Mauring († 824) duc de Spolète | Mauring († 824) duc de Spolète | Mauring († 824) duc de Spolète | Mauring († 824) duc de Spolète | Mauring († 824) duc de Spolète   | Mauring († 824) duc de Spolète |            |            | Adalgis Ier duc de Spolète | Adalgis Ier duc de Spolète | Adalgis Ier duc de Spolète | Adalgis Ier duc de Spolète | Adalgis Ier duc de Spolète                | Adalgis Ier duc de Spolète                |                                           |                                           |                                           |                                           |            |            |            |            |  |  |                                     |                                     |                                     |                                     |                                     |                                     |  |  |  |  |  |  |  |  |  |  |  |  |  |  |  |  |  |  |  |  |
| Mauring                                                       | Mauring                                                       | Mauring                                                       | Mauring                                                       | Mauring                                                       | Mauring                                                       |  |  | Mauring († 824) duc de Spolète | Mauring († 824) duc de Spolète | Mauring († 824) duc de Spolète | Mauring († 824) duc de Spolète | Mauring († 824) duc de Spolète   | Mauring († 824) duc de Spolète |            |            | Adalgis Ier duc de Spolète | Adalgis Ier duc de Spolète | Adalgis Ier duc de Spolète | Adalgis Ier duc de Spolète | Adalgis Ier duc de Spolète                | Adalgis Ier duc de Spolète                |                                           |                                           |                                           |                                           |            |            |            |            |  |  |                                     |                                     |                                     |                                     |                                     |                                     |  |  |  |  |  |  |  |  |  |  |  |  |  |  |  |  |  |  |  |  |
|                                                               |                                                               |                                                               |                                                               |                                                               |                                                               |  |  |                                |                                |                                |                                |                                  |                                |            |            |                            |                            |                            |                            |                                           |                                           |                                           |                                           |                                           |                                           |            |            |            |            |  |  |                                     |                                     |                                     |                                     |                                     |                                     |  |  |  |  |  |  |  |  |  |  |  |  |  |  |  |  |  |  |  |  |
| Suppo III († 879) marquis de Spolète consobrinus d'Engelberge | Suppo III († 879) marquis de Spolète consobrinus d'Engelberge | Suppo III († 879) marquis de Spolète consobrinus d'Engelberge | Suppo III († 879) marquis de Spolète consobrinus d'Engelberge | Suppo III († 879) marquis de Spolète consobrinus d'Engelberge | Suppo III († 879) marquis de Spolète consobrinus d'Engelberge |  |  |                                |                                |                                |                                |                                  |                                |            |            | Suppo II                   | Suppo II                   | Suppo II                   | Suppo II                   | Suppo II                                  | Suppo II                                  |                                           |                                           | Engelberge                                | Engelberge                                | Engelberge | Engelberge | Engelberge | Engelberge |  |  | Louis II (v.825 † 875) roi d'Italie | Louis II (v.825 † 875) roi d'Italie | Louis II (v.825 † 875) roi d'Italie | Louis II (v.825 † 875) roi d'Italie | Louis II (v.825 † 875) roi d'Italie | Louis II (v.825 † 875) roi d'Italie |  |  |  |  |  |  |  |  |  |  |  |  |  |  |  |  |  |  |  |  |
| Suppo III († 879) marquis de Spolète consobrinus d'Engelberge | Suppo III († 879) marquis de Spolète consobrinus d'Engelberge | Suppo III († 879) marquis de Spolète consobrinus d'Engelberge | Suppo III († 879) marquis de Spolète consobrinus d'Engelberge | Suppo III († 879) marquis de Spolète consobrinus d'Engelberge | Suppo III († 879) marquis de Spolète consobrinus d'Engelberge |  |  |                                |                                |                                |                                |                                  |                                |            |            | Suppo II                   | Suppo II                   | Suppo II                   | Suppo II                   | Suppo II                                  | Suppo II                                  |                                           |                                           | Engelberge                                | Engelberge                                | Engelberge | Engelberge | Engelberge | Engelberge |  |  | Louis II (v.825 † 875) roi d'Italie | Louis II (v.825 † 875) roi d'Italie | Louis II (v.825 † 875) roi d'Italie | Louis II (v.825 † 875) roi d'Italie | Louis II (v.825 † 875) roi d'Italie | Louis II (v.825 † 875) roi d'Italie |  |  |  |  |  |  |  |  |  |  |  |  |  |  |  |  |  |  |  |  |
|                                                               |                                                               |                                                               |                                                               |                                                               |                                                               |  |  |                                |                                |                                |                                |                                  |                                |            |            |                            |                            |                            |                            |                                           |                                           |                                           |                                           |                                           |                                           |            |            |            |            |  |  |                                     |                                     |                                     |                                     |                                     |                                     |  |  |  |  |  |  |  |  |  |  |  |  |  |  |  |  |  |  |  |  |
|                                                               |                                                               |                                                               |                                                               |                                                               |                                                               |  |  |                                |                                |                                |                                |                                  |                                |            |            |                            |                            |                            |                            |                                           |                                           |                                           |                                           |                                           |                                           |            |            |            |            |  |  |                                     |                                     |                                     |                                     |                                     |                                     |  |  |  |  |  |  |  |  |  |  |  |  |  |  |  |  |  |  |  |  |
|                                                               |                                                               |                                                               |                                                               |                                                               |                                                               |  |  |                                |                                |                                |                                | Adalgis II                       | Adalgis II                     | Adalgis II | Adalgis II | Adalgis II                 | Adalgis II                 |                            |                            | Berthe de Spolète x Bérenger Ier empereur | Berthe de Spolète x Bérenger Ier empereur | Berthe de Spolète x Bérenger Ier empereur | Berthe de Spolète x Bérenger Ier empereur | Berthe de Spolète x Bérenger Ier empereur | Berthe de Spolète x Bérenger Ier empereur |            |            |            |            |  |  |                                     |                                     |                                     |                                     |                                     |                                     |  |  |  |  |  |  |  |  |  |  |  |  |  |  |  |  |  |  |  |  |

4 - Jean-Noël Mathieu remarque que le prénom de Willa ou Guille apparaît chez une fille d'Ermengarde, que les autres quartiers connus de Willa ne permettent pas d'expliquer ce prénom que Jean-Noël Mathieu rapproche des Guilhelmides. Il reprend le qualificatif de soror de Carloman et Charles le Gros, propose qu'Engelberge soit leur sœur utérine, c'est-à-dire fille d'un Guilhelmide et d'Emma, remariée ensuite à Louis le Germanique. Sachant que ce remariage se fait en 827, il propose d'identifier le père d'Engelberge au comte Thierry d'Autun († 826), fils de Guillaume de Gellone. Mais pour expliquer la parenté avec les Supponides, il rapproche le prénom de Cunégonde, présent dans cette famille, de celui de la première épouse de Guillaume de Gellone. Les Supponides passent également pour être alliés au roi Bernard d'Italie, marié à une probable petite-fille de Guillaume. Le problème est que le comte Thierry d'Autun est traditionnellement donné comme né de Guibourg, la seconde épouse de Guillaume.
|                                             |                                             |                                             |                                             |                                             |                                             |                                     |                                     | Guillaume de Gellone († 812/815)       | Guillaume de Gellone († 812/815)       | Guillaume de Gellone († 812/815)       | Guillaume de Gellone († 812/815)       | Guillaume de Gellone († 812/815)                        | Guillaume de Gellone († 812/815)                      |                                                       |                                                       | Welf Ier comte en Bavière                             | Welf Ier comte en Bavière                             | Welf Ier comte en Bavière             | Welf Ier comte en Bavière             | Welf Ier comte en Bavière             | Welf Ier comte en Bavière             |                                       |                                       |                                       |                                       |  |  |                                                  |                                                  |                                                  |                                                  |                                                    |                                                    |                                                    |                                                    |                                                    |                                                    |                                      |                                      |                                      |                                      |  |  |               |               |               |               |               |               |  |  |  |  |  |  |  |  |  |  |  |  |  |  |
|                                             |                                             |                                             |                                             |                                             |                                             |                                     |                                     | Guillaume de Gellone († 812/815)       | Guillaume de Gellone († 812/815)       | Guillaume de Gellone († 812/815)       | Guillaume de Gellone († 812/815)       | Guillaume de Gellone († 812/815)                        | Guillaume de Gellone († 812/815)                      |                                                       |                                                       | Welf Ier comte en Bavière                             | Welf Ier comte en Bavière                             | Welf Ier comte en Bavière             | Welf Ier comte en Bavière             | Welf Ier comte en Bavière             | Welf Ier comte en Bavière             |                                       |                                       |                                       |                                       |  |  |                                                  |                                                  |                                                  |                                                  |                                                    |                                                    |                                                    |                                                    |                                                    |                                                    |                                      |                                      |                                      |                                      |  |  |               |               |               |               |               |               |  |  |  |  |  |  |  |  |  |  |  |  |  |  |
|                                             |                                             |                                             |                                             |                                             |                                             |                                     |                                     | Thierry III († 826) comte d'Autun      | Thierry III († 826) comte d'Autun      | Thierry III († 826) comte d'Autun      | Thierry III († 826) comte d'Autun      | Thierry III († 826) comte d'Autun                       | Thierry III († 826) comte d'Autun                     |                                                       |                                                       | Emma de Bavière († 876)                               | Emma de Bavière († 876)                               | Emma de Bavière († 876)               | Emma de Bavière († 876)               | Emma de Bavière († 876)               | Emma de Bavière († 876)               |                                       |                                       |                                       |                                       |  |  |                                                  |                                                  |                                                  |                                                  | Louis II le Germanique (806 † 876) roi de Germaine | Louis II le Germanique (806 † 876) roi de Germaine | Louis II le Germanique (806 † 876) roi de Germaine | Louis II le Germanique (806 † 876) roi de Germaine | Louis II le Germanique (806 † 876) roi de Germaine | Louis II le Germanique (806 † 876) roi de Germaine |                                      |                                      |                                      |                                      |  |  |               |               |               |               |               |               |  |  |  |  |  |  |  |  |  |  |  |  |  |  |
|                                             |                                             |                                             |                                             |                                             |                                             |                                     |                                     | Thierry III († 826) comte d'Autun      | Thierry III († 826) comte d'Autun      | Thierry III († 826) comte d'Autun      | Thierry III († 826) comte d'Autun      | Thierry III († 826) comte d'Autun                       | Thierry III († 826) comte d'Autun                     |                                                       |                                                       | Emma de Bavière († 876)                               | Emma de Bavière († 876)                               | Emma de Bavière († 876)               | Emma de Bavière († 876)               | Emma de Bavière († 876)               | Emma de Bavière († 876)               |                                       |                                       |                                       |                                       |  |  |                                                  |                                                  |                                                  |                                                  | Louis II le Germanique (806 † 876) roi de Germaine | Louis II le Germanique (806 † 876) roi de Germaine | Louis II le Germanique (806 † 876) roi de Germaine | Louis II le Germanique (806 † 876) roi de Germaine | Louis II le Germanique (806 † 876) roi de Germaine | Louis II le Germanique (806 † 876) roi de Germaine |                                      |                                      |                                      |                                      |  |  |               |               |               |               |               |               |  |  |  |  |  |  |  |  |  |  |  |  |  |  |
|                                             |                                             |                                             |                                             |                                             |                                             |                                     |                                     |                                        |                                        |                                        |                                        |                                                         |                                                       |                                                       |                                                       |                                                       |                                                       |                                       |                                       |                                       |                                       |                                       |                                       |                                       |                                       |  |  |                                                  |                                                  |                                                  |                                                  |                                                    |                                                    |                                                    |                                                    |                                                    |                                                    |                                      |                                      |                                      |                                      |  |  |               |               |               |               |               |               |  |  |  |  |  |  |  |  |  |  |  |  |  |  |
|                                             |                                             |                                             |                                             |                                             |                                             |                                     |                                     |                                        |                                        |                                        |                                        |                                                         |                                                       |                                                       |                                                       |                                                       |                                                       |                                       |                                       |                                       |                                       |                                       |                                       |                                       |                                       |  |  |                                                  |                                                  |                                                  |                                                  |                                                    |                                                    |                                                    |                                                    |                                                    |                                                    |                                      |                                      |                                      |                                      |  |  |               |               |               |               |               |               |  |  |  |  |  |  |  |  |  |  |  |  |  |  |
|                                             |                                             |                                             |                                             | Louis II (v.825 † 875) roi d'Italie         | Louis II (v.825 † 875) roi d'Italie         | Louis II (v.825 † 875) roi d'Italie | Louis II (v.825 † 875) roi d'Italie | Louis II (v.825 † 875) roi d'Italie    | Louis II (v.825 † 875) roi d'Italie    |                                        |                                        | Engelberge soror de Charles le Gros soror de Carloman   | Engelberge soror de Charles le Gros soror de Carloman | Engelberge soror de Charles le Gros soror de Carloman | Engelberge soror de Charles le Gros soror de Carloman | Engelberge soror de Charles le Gros soror de Carloman | Engelberge soror de Charles le Gros soror de Carloman |                                       |                                       | Carloman (v.830 † 880) roi de Bavière | Carloman (v.830 † 880) roi de Bavière | Carloman (v.830 † 880) roi de Bavière | Carloman (v.830 † 880) roi de Bavière | Carloman (v.830 † 880) roi de Bavière | Carloman (v.830 † 880) roi de Bavière |  |  | Louis III le jeune (v.835 † 882) roi de Germaine | Louis III le jeune (v.835 † 882) roi de Germaine | Louis III le jeune (v.835 † 882) roi de Germaine | Louis III le jeune (v.835 † 882) roi de Germaine | Louis III le jeune (v.835 † 882) roi de Germaine   | Louis III le jeune (v.835 † 882) roi de Germaine   |                                                    |                                                    | Charles le Gros (839 † 888) empereur               | Charles le Gros (839 † 888) empereur               | Charles le Gros (839 † 888) empereur | Charles le Gros (839 † 888) empereur | Charles le Gros (839 † 888) empereur | Charles le Gros (839 † 888) empereur |  |  | quatre filles | quatre filles | quatre filles | quatre filles | quatre filles | quatre filles |  |  |  |  |  |  |  |  |  |  |  |  |  |  |
|                                             |                                             |                                             |                                             | Louis II (v.825 † 875) roi d'Italie         | Louis II (v.825 † 875) roi d'Italie         | Louis II (v.825 † 875) roi d'Italie | Louis II (v.825 † 875) roi d'Italie | Louis II (v.825 † 875) roi d'Italie    | Louis II (v.825 † 875) roi d'Italie    |                                        |                                        | Engelberge soror de Charles le Gros soror de Carloman   | Engelberge soror de Charles le Gros soror de Carloman | Engelberge soror de Charles le Gros soror de Carloman | Engelberge soror de Charles le Gros soror de Carloman | Engelberge soror de Charles le Gros soror de Carloman | Engelberge soror de Charles le Gros soror de Carloman |                                       |                                       | Carloman (v.830 † 880) roi de Bavière | Carloman (v.830 † 880) roi de Bavière | Carloman (v.830 † 880) roi de Bavière | Carloman (v.830 † 880) roi de Bavière | Carloman (v.830 † 880) roi de Bavière | Carloman (v.830 † 880) roi de Bavière |  |  | Louis III le jeune (v.835 † 882) roi de Germaine | Louis III le jeune (v.835 † 882) roi de Germaine | Louis III le jeune (v.835 † 882) roi de Germaine | Louis III le jeune (v.835 † 882) roi de Germaine | Louis III le jeune (v.835 † 882) roi de Germaine   | Louis III le jeune (v.835 † 882) roi de Germaine   |                                                    |                                                    | Charles le Gros (839 † 888) empereur               | Charles le Gros (839 † 888) empereur               | Charles le Gros (839 † 888) empereur | Charles le Gros (839 † 888) empereur | Charles le Gros (839 † 888) empereur | Charles le Gros (839 † 888) empereur |  |  | quatre filles | quatre filles | quatre filles | quatre filles | quatre filles | quatre filles |  |  |  |  |  |  |  |  |  |  |  |  |  |  |
|                                             |                                             |                                             |                                             |                                             |                                             |                                     |                                     |                                        |                                        |                                        |                                        |                                                         |                                                       |                                                       |                                                       |                                                       |                                                       |                                       |                                       |                                       |                                       |                                       |                                       |                                       |                                       |  |  |                                                  |                                                  |                                                  |                                                  |                                                    |                                                    |                                                    |                                                    |                                                    |                                                    |                                      |                                      |                                      |                                      |  |  |               |               |               |               |               |               |  |  |  |  |  |  |  |  |  |  |  |  |  |  |
| Boson († 887) roi en Provence               | Boson († 887) roi en Provence               | Boson († 887) roi en Provence               | Boson († 887) roi en Provence               | Boson († 887) roi en Provence               | Boson († 887) roi en Provence               |                                     |                                     | Ermengearde nepotis de Charles le Gros | Ermengearde nepotis de Charles le Gros | Ermengearde nepotis de Charles le Gros | Ermengearde nepotis de Charles le Gros | Ermengearde nepotis de Charles le Gros                  | Ermengearde nepotis de Charles le Gros                |                                                       |                                                       |                                                       |                                                       |                                       |                                       |                                       |                                       |                                       |                                       |                                       |                                       |  |  |                                                  |                                                  |                                                  |                                                  |                                                    |                                                    |                                                    |                                                    |                                                    |                                                    |                                      |                                      |                                      |                                      |  |  |               |               |               |               |               |               |  |  |  |  |  |  |  |  |  |  |  |  |  |  |
| Boson († 887) roi en Provence               | Boson († 887) roi en Provence               | Boson († 887) roi en Provence               | Boson († 887) roi en Provence               | Boson († 887) roi en Provence               | Boson († 887) roi en Provence               |                                     |                                     | Ermengearde nepotis de Charles le Gros | Ermengearde nepotis de Charles le Gros | Ermengearde nepotis de Charles le Gros | Ermengearde nepotis de Charles le Gros | Ermengearde nepotis de Charles le Gros                  | Ermengearde nepotis de Charles le Gros                |                                                       |                                                       |                                                       |                                                       |                                       |                                       |                                       |                                       |                                       |                                       |                                       |                                       |  |  |                                                  |                                                  |                                                  |                                                  |                                                    |                                                    |                                                    |                                                    |                                                    |                                                    |                                      |                                      |                                      |                                      |  |  |               |               |               |               |               |               |  |  |  |  |  |  |  |  |  |  |  |  |  |  |
|                                             |                                             |                                             |                                             |                                             |                                             |                                     |                                     |                                        |                                        |                                        |                                        |                                                         |                                                       |                                                       |                                                       |                                                       |                                                       |                                       |                                       |                                       |                                       |                                       |                                       |                                       |                                       |  |  |                                                  |                                                  |                                                  |                                                  |                                                    |                                                    |                                                    |                                                    |                                                    |                                                    |                                      |                                      |                                      |                                      |  |  |               |               |               |               |               |               |  |  |  |  |  |  |  |  |  |  |  |  |  |  |
|                                             |                                             |                                             |                                             |                                             |                                             |                                     |                                     |                                        |                                        |                                        |                                        |                                                         |                                                       |                                                       |                                                       |                                                       |                                                       |                                       |                                       |                                       |                                       |                                       |                                       |                                       |                                       |  |  |                                                  |                                                  |                                                  |                                                  |                                                    |                                                    |                                                    |                                                    |                                                    |                                                    |                                      |                                      |                                      |                                      |  |  |               |               |               |               |               |               |  |  |  |  |  |  |  |  |  |  |  |  |  |  |
| Louis III l'Aveugle (v. 892 † 926) empereur | Louis III l'Aveugle (v. 892 † 926) empereur | Louis III l'Aveugle (v. 892 † 926) empereur | Louis III l'Aveugle (v. 892 † 926) empereur | Louis III l'Aveugle (v. 892 † 926) empereur | Louis III l'Aveugle (v. 892 † 926) empereur |                                     |                                     | Willa Ire († av. 924)                  | Willa Ire († av. 924)                  | Willa Ire († av. 924)                  | Willa Ire († av. 924)                  | Willa Ire († av. 924)                                   | Willa Ire († av. 924)                                 |                                                       |                                                       | Rodolphe Ier († 911) roi de Bourgogne                 | Rodolphe Ier († 911) roi de Bourgogne                 | Rodolphe Ier († 911) roi de Bourgogne | Rodolphe Ier († 911) roi de Bourgogne | Rodolphe Ier († 911) roi de Bourgogne | Rodolphe Ier († 911) roi de Bourgogne |                                       |                                       |                                       |                                       |  |  |                                                  |                                                  |                                                  |                                                  |                                                    |                                                    |                                                    |                                                    |                                                    |                                                    |                                      |                                      |                                      |                                      |  |  |               |               |               |               |               |               |  |  |  |  |  |  |  |  |  |  |  |  |  |  |
| Louis III l'Aveugle (v. 892 † 926) empereur | Louis III l'Aveugle (v. 892 † 926) empereur | Louis III l'Aveugle (v. 892 † 926) empereur | Louis III l'Aveugle (v. 892 † 926) empereur | Louis III l'Aveugle (v. 892 † 926) empereur | Louis III l'Aveugle (v. 892 † 926) empereur |                                     |                                     | Willa Ire († av. 924)                  | Willa Ire († av. 924)                  | Willa Ire († av. 924)                  | Willa Ire († av. 924)                  | Willa Ire († av. 924)                                   | Willa Ire († av. 924)                                 |                                                       |                                                       | Rodolphe Ier († 911) roi de Bourgogne                 | Rodolphe Ier († 911) roi de Bourgogne                 | Rodolphe Ier († 911) roi de Bourgogne | Rodolphe Ier († 911) roi de Bourgogne | Rodolphe Ier († 911) roi de Bourgogne | Rodolphe Ier († 911) roi de Bourgogne |                                       |                                       |                                       |                                       |  |  |                                                  |                                                  |                                                  |                                                  |                                                    |                                                    |                                                    |                                                    |                                                    |                                                    |                                      |                                      |                                      |                                      |  |  |               |               |               |               |               |               |  |  |  |  |  |  |  |  |  |  |  |  |  |  |
|                                             |                                             |                                             |                                             |                                             |                                             |                                     |                                     |                                        |                                        |                                        |                                        |                                                         |                                                       |                                                       |                                                       |                                                       |                                                       |                                       |                                       |                                       |                                       |                                       |                                       |                                       |                                       |  |  |                                                  |                                                  |                                                  |                                                  |                                                    |                                                    |                                                    |                                                    |                                                    |                                                    |                                      |                                      |                                      |                                      |  |  |               |               |               |               |               |               |  |  |  |  |  |  |  |  |  |  |  |  |  |  |
|                                             |                                             |                                             |                                             |                                             |                                             |                                     |                                     |                                        |                                        |                                        |                                        | Parents d'une Willa Grands-parents de deux autres Willa |                                                       |                                                       |                                                       |                                                       |                                                       |                                       |                                       |                                       |                                       |                                       |                                       |                                       |                                       |  |  |                                                  |                                                  |                                                  |                                                  |                                                    |                                                    |                                                    |                                                    |                                                    |                                                    |                                      |                                      |                                      |                                      |  |  |               |               |               |               |               |               |  |  |  |  |  |  |  |  |  |  |  |  |  |  |

## Biographie
Elle épouse vers 851 ou 852 Louis II le Jeune, que son père Lothaire Ier a investi de la dignité impériale en 850. Lothaire meurt en 855 et Louis hérite de l'Italie. Vers 868, elle organise une entrevue entre le pape Adrien II et son beau-frère Lothaire II qui cherche à résoudre sa situation matrimoniale, espérant répudier son épouse Teutberge, épouser sa maîtresse Waldrade et légitimer leurs enfants. Mais l'entrevue est un échec et Lothaire II meurt le 8 août 869 sans fils légitime.
Il semble qu'Engelberge accompagnait son mari lors d'une expédition contre Adalgis, prince de Bénévent, et lorsque ce dernier est capturé en aout 871. C'est l'évêque de Bénévent qui a réussi à négocier et obtenir la libération. Louis II meurt le 12 avril 875,.
Veuve, elle devient religieuse en rejoignant l'abbaye Saint-Sauveur de Brescia en 868, où elle succède à sa fille Gisèle. En 880, son gendre Boson se proclame roi en Provence et l'empereur Charles le Gros soupçonne Engelberge de le soutenir, aussi la fait-il enfermer dans un couvent en Alémanie, pour lui permettre de revenir en Italie en 882, après la défaite de Boson. Elle favorise l'accession de son petit-fils Louis au royaume, avant de se retirer dans l'abbaye Saint-Sixte de Plaisance en 896,.

## Influence politique et religieuse

### Un mariage politique et stratégique
Engelberge occupe une place importante dans la politique en tant qu'impératrice. Elle participe activement aux décisions impériales aux côtés de Louis II et exerce une influence notable sur la cour ainsi que sur les affaires politiques en Italie. Elle fait son entrée par son mariage dans les conseils de l'Empire. Le mariage entre Engelberge et Louis II est officialisé en 860. Il s'inscrit dans une volonté de renforcer les liens entre l’aristocratie franque et italienne. Il intègre plus solidement l’Exarchat de Ravenne, une circonscription administrative de l’Empire byzantin au royaume d’Italie. Une union qui favorise l’ancrage du pouvoir impérial sur la péninsule et offre à Engelberge une place de premier plan à la cour.

### Réseau de pouvoir et tensions à la cour
Louis II en profite pour réorganiser son palais impérial. Il resserre son contrôle sur la chancellerie et la chapelle royale. Il confie des postes à des conseillers proches de lui et limite l’influence des grandes familles aristocratiques. Entre autres, ses frères, Egifredus et Ardengus, rejoignent le cercle impérial et prennent part à la campagne militaire de 872. Son cousin, Suppone III, devient duc de Spolète en 869, évinçant un clan rival. Suppone II, fils d’Adelgiso I, hérite du comté de Parme et étend son influence à Turin et Asti, où Engelberge détient des propriétés fiscales. Ses neveux, Adelgiso II et Wifredo II, accèdent au titre de comtes de Plaisance. Cette montée en puissance finit par créer des tensions avec les autres grandes familles du royaume, qui voient d’un mauvais œil l’influence grandissante d’Engelberge et des Supponides au sein du pouvoir impérial.

### Régente et actrice diplomatique
Par ailleurs, le terme consors regni, désignant une association au pouvoir avec le monarque, reçoit une véritable portée politique après son époque, bien qu’il ne revête jamais de signification institutionnelle ou juridique clairement définie. Il aurait peut-être fait sa première apparition en 863, dans un diplôme de Nicolas Ier pour l’évêque d’Adriane, bien que la date exacte de ce document reste incertaine. En Europe, entre 860 et la mort de Louis II en 875, Engelberge agit en tant que régente et accompagne l'empereur dans ses campagnes militaires d’expansion dans le sud de la péninsule. Elle le représente également lors de négociations diplomatiques, ce qui renforce sa position après être devenue veuve. Elle possède aussi une collection impressionnante de chartes : une sur sept lui est délivrée par Louis II. Après la mort de ce dernier, le nombre de chartes qu’elle reçoit ne diminue pas, ce qui lui permet de conserver une position clé en tant que négociatrice du pouvoir, influençant la politique italienne et le contrôle des terres.

### Symbolique impériale et reconnaissance officielle
Les documents impériaux rédigés en faveur d’Engelberge montrent bien la dualité de son statut, à la fois impératrice et épouse. Louis II exprime son attachement à Engelberge en lui offrant 2 manoirs et en l’appelant dulcissima (très douce), desiderabilissima (très désirée) et carissima (très chère) dans les documents officiels. Si ces termes traduisent une réelle affection, ils servent aussi à affirmer son statut impérial et son importance aux côtés de l’empereur. Le dotalicium d’Engelberge, un document juridique garantissant les droits et la dot d’une épouse, est le premier acte écrit de ce type établi en faveur d’une reine dans l’Europe du haut Moyen Âge. Initialement daté de 860, il a été modifié pour être avancé à 850, ce qui effaçait ainsi son statut d’épouse de la jeunesse pour le remplacer par celui d’épouse légitime à part entière. Faute d'héritier masculin, Engelberge mena les négociations de succession entre Charles le Chauve et Karlmann de Bavière, qui s'affrontèrent pour revendiquer le pouvoir. En s'appuyant sur la loyauté de la communauté politique lombarde, elle fut en mesure de conserver une position de premier plan, malgré le conflit de succession, jusqu'à sa mort. En 862, un document officiel, le dotalicium d’Engelberge, est mis par écrit, confirmant officiellement son mariage avec Louis II. Elle écarte tout doute sur la légitimité de leur union, déjà forte de dix ans et de deux filles. Deux ans auparavant, au printemps 860, une rébellion menée par Lambert de Spolète et Hildebert de Camerino avait été réprimée. Cet épisode avait contribué à renforcer la volonté de Louis II de consolider son autorité en s'entourant d’alliés fidèles, ce qui explique en partie l’affirmation du statut d’Engelberge au sein du pouvoir impérial. Cet acte, rédigé à Marengo, est une véritable présentation officielle d’Engelberge comme souveraine devant la cour impériale. Il souligne son appartenance à une lignée prestigieuse issue des Supponides. Elle appartient au même cercle familial que Cunégonde, épouse du roi Bernard. La cour est alors appelée à donner son consentement formel (una per consensum et voluntatem nostrorum optimatum) à une décision d’aliénation de terres appartenant au jus regni (droit du royaume). C’est d’ailleurs peut-être qu’à cette occasion qu’Engelberge reçoit le psautier, aujourd’hui conservé à la bibliothèque communale de Passerini Landi de Plaisance. Cet ouvrage, censé provenir de Saint-Gall, aurait été rapporté par Noting de Brescia lors d’une ambassade en Germanie en 858, un détail qui illustre les liens culturels et religieux de l’époque.

### Un rôle diplomatique
Engelberge joue un rôle clé dans la diplomatie en entretenant des relations étroites avec le Saint-Siège et en prenant part à des négociations majeures. En 869, elle facilite la délicate rencontre entre Lothaire II et le pape Adrien II au Mont-Cassin, auquel elle assiste en personne. En août 871, Engelberge, Louis II et leur fille Ermengarde sont emprisonnés à la suite de la révolte des habitants de Bénévent. Libérés un mois plus tard, ils sont contraints de quitter le sud de l’Italie après avoir promis de ne pas chercher à se venger de l’incident. En 872, Charles le chauve et Louis le Germanique la rejoignent à Trente. La rencontre avec le Saint-Siège marque alors le début des discussions sur la succession impériale. Son influence ne se limite pas à la diplomatie, elle s'étend aussi à la représentation impériale. Engelberge est régulièrement associée à Louis II dans les manifestations officielles du pouvoir. Cette reconnaissance apparaît dans les acclamations adressées au couple impérial, préservées dans un manuscrit de Chieti, mais aussi à travers des frappes monétaires réalisées à Bénévent, où son nom figure aux côtés de celui de Louis II. Cet usage s'inspire directement du modèle byzantin, où l'impératrice pouvait apparaître sur les monnaies en tant qu’associée au pouvoir. Son statut est également mis en avant lors du concile de Constantinople de 867, où le patriarche Photius lui rend un hommage appuyé et la reconnaît sous le prestigieux titre de basilea.

### Pouvoir spirituel: les abbayes comme instruments politiques
L’origine de son pouvoir religieux résidait dans le contrôle de l’abbaye royale de Saint-Giulia à Brescia, la plus importante du royaume italien. Cet établissement, traditionnellement dirigé par des femmes de la famille royale, lui fut cédé par l’empereur en 868, après la mort de leur fille Gisela. Ce transfert renforça la dimension spirituelle des alliances politiques, déjà marquées par des tensions au sein du royaume. Après 875, Engelberge parvient de manière surprenante, à conserver son pouvoir sur l’abbaye de Brescia. Sa famille, les Supponides y entretenaient des liens étroits dans le passé. Elle bénéficia donc d’un certain prestige, comparable à celui qu’elle possédait avant la mort de son mari, ainsi qu’à l’importance accordée aux reines devenues veuves et sans fils. Son pouvoir fut consolidé en 874 par la fondation de son propre couvent, celui de Saint-Sisto à Plaisance. Il devait assurer la commémoration de Louis II, d’Engelberge elle-même, de leurs enfants et de leur lignée (nostrorum in commune parentum). D’ailleurs chaque année, trois cents pauvres devaient être nourris à l’anniversaire de la mort de Louis, trois cents à celui d’Engelberge, et chaque Vendredi saint, vingt-quatre autres étaient pris en charge, répartis à parts égales entre l’empereur et l’impératrice. À travers ce couvent, Engelberge s’inscrivait dans la tradition des fondations royales, affirmant son rôle et celui de sa famille au sein du réseau dynastique impérial. Elle légua d’ailleurs à son couvent de nombreuses propriétés fiscales qu’elle avait reçues de son mari et de ses descendants.

### Après la mort deLouisII: une impératrice veuve mais influente
Louis II le Jeune, sentant la mort approcher, s’assura de l’avenir de son épouse en lui émettant une charte lui accordant la liberté de disposer de toutes les terres royales qu’elle avait acquises. Le document soulignait également l’approbation apostolique accordée par le pape Jean VIII, qui reconnut Engelberge à l’instigation de Louis en 874. Un an et demi après la mort de Louis II, le pape Jean VIII, fidèle soutien d’Engelberge, lui adresse une lettre pour la réconforter dans son deuil. Il l’exhorte à ne pas fléchir face à l’épreuve qu’elle traverse, lui rappelant les paroles de l’Apôtre : "La tribulation produit la patience, la patience l’épreuve, et l’épreuve l’espérance" (Romains 5, 3-5).Dans sa lettre, Jean VIII l’encourage à détacher son cœur des biens terrestres, passagers par nature, et à se tourner vers les réalités éternelles. Il l’invite à suivre l’exemple des saints, dont la foi et la patience ont éclairé le monde. Avec une image forte, il lui rappelle que la mort n’a rien pris que Dieu n’ait déjà élevée à un état supérieur. Il lui propose une autre façon de voir son épreuve. En lisant la correspondance de Jean VIII, il est évident que ce pape, pourtant réputé sévère, éprouvait une véritable affection et un profond respect pour Engelberge. Sa sympathie pour elle était telle qu’il n’hésitait pas à exprimer une vive indignation contre ceux qui lui faisaient du tort, comme Wigbod de Parme. On retrouve ce même attachement dans les mots réconfortants qu’il lui adresse après la perte de son trône et de son époux. Rappelant l’affection qu’il portait à elle et à Louis II, il tente d’alléger ses souffrances par son soutien.

### Résistance, critiques et fin de sa vie
La position d'Engelberge s'affaiblit considérablement, à la suite de la mort de Louis II, mais elle se battit avec détermination pour défendre ses possessions face à ceux qui tentaient de les lui enlever. Dans cette lutte, elle bénéficia du soutien du pape Jean VIII. Cependant, même ce dernier ne put empêcher Charles le Gros, fils de Louis le Germanique et nouveau roi d'Italie, de l'exiler entre 880 et 882, l'accusant d’ingérence politique. Ses biens lui furent toutefois confirmés par Charles par la suite. Le principal centre d’influence d’Engelberge demeura sa maison familiale à San Sisto. C’est à cet endroit que furent conservés plusieurs documents liés à ses biens et à son entourage, notamment ceux en langue française et à Saint-Giulia. Après la mort de son mari en 875, Engelberge ne se retire pas du pouvoir, mais adopte un veuvage religieux (deo sacrata), une pratique courante à l’époque carolingienne. Toutefois, elle reste très active politiquement, notamment à travers la gestion de ses biens fiscaux et religieux.
À travers Saint-Sisto, qu’elle fonde, elle crée une véritable voie d’influence, permettant à sa famille, les Supponides, de renforcer leurs liens avec les dynasties régnantes. Elle y organise des commémorations et des prières pour Louis II et ses proches, consolidant ainsi son rôle spirituel et politique. Son testament révèle son intention de pérenniser son influence, en assurant que la gestion du monastère reste entre les mains de sa lignée.
Engelberge collabore avec Charles le Gros pour manipuler ses biens fiscaux et étendre son réseau de mécénat. Elle joue un rôle stratégique après la mort de Louis II, en soutenant activement les alliances royales et en utilisant ses ressources matérielles et politiques pour conserver son statut. Même les terres "données" restent sous son influence et servent des objectifs politiques.
Néanmoins, elle fait face à des critiques et attaques, notamment de la part des réformateurs, qui s’en prennent à la moralité des reines veuves influentes. Pour contrer ces attaques, elle s’appuie sur les ressources des abbayes, ce qui lui permet d’écarter ses opposants et de perpétuer son autorité jusqu’à la fin de sa vie. Les circonstances exactes de la mort d’Engelberge ne sont pas connues avec certitude. Les sources contemporaines ne mentionnent ni la date précise ni la cause de son décès. Elle serait morte vers 891, probablement à Saint-Sisto, où elle s’était retirée après la mort de son époux tout en conservant un rôle actif dans la gestion de ses possessions et dans les affaires religieuses.

## Postérité
Engelberge a donné naissance à, :
- Ermengarde (852/855 † 896), mariée vers 876 à Boson, futur roi en Provence.
- Gisela, décédée en 868 alors qu'elle était encore enfant, meurt précocement. Dans son testament, Engelberge la désigne à plusieurs reprises comme unica mea ( ma seule et unique)[29].

|                                        |                                        |                                        |                                        |                                             |                                             |                                             |                                             |                                             |                                             |                      |                      | Louis II (v.825 † 875) roi d'Italie | Louis II (v.825 † 875) roi d'Italie | Louis II (v.825 † 875) roi d'Italie | Louis II (v.825 † 875) roi d'Italie | Louis II (v.825 † 875) roi d'Italie | Louis II (v.825 † 875) roi d'Italie |  |  | Engelberge († 896/901)                | Engelberge († 896/901)                | Engelberge († 896/901)                | Engelberge († 896/901)                | Engelberge († 896/901)                | Engelberge († 896/901)                |  |  |                                    |                                    |                                    |                                    |                                    |                                    |  |  |          |          |          |          |          |          |       |       |                     |                     |                     |                     |                                       |                                       |                                       |                                       |                                       |                                       |  |  |  |  |
|                                        |                                        |                                        |                                        |                                             |                                             |                                             |                                             |                                             |                                             |                      |                      | Louis II (v.825 † 875) roi d'Italie | Louis II (v.825 † 875) roi d'Italie | Louis II (v.825 † 875) roi d'Italie | Louis II (v.825 † 875) roi d'Italie | Louis II (v.825 † 875) roi d'Italie | Louis II (v.825 † 875) roi d'Italie |  |  | Engelberge († 896/901)                | Engelberge († 896/901)                | Engelberge († 896/901)                | Engelberge († 896/901)                | Engelberge († 896/901)                | Engelberge († 896/901)                |  |  |                                    |                                    |                                    |                                    |                                    |                                    |  |  |          |          |          |          |          |          |       |       |                     |                     |                     |                     |                                       |                                       |                                       |                                       |                                       |                                       |  |  |  |  |
|                                        |                                        |                                        |                                        |                                             |                                             |                                             |                                             |                                             |                                             |                      |                      |                                     |                                     |                                     |                                     |                                     |                                     |  |  |                                       |                                       |                                       |                                       |                                       |                                       |  |  |                                    |                                    |                                    |                                    |                                    |                                    |  |  |          |          |          |          |          |          |       |       |                     |                     |                     |                     |                                       |                                       |                                       |                                       |                                       |                                       |  |  |  |  |
|                                        |                                        |                                        |                                        |                                             |                                             |                                             |                                             |                                             |                                             |                      |                      |                                     |                                     |                                     |                                     |                                     |                                     |  |  |                                       |                                       |                                       |                                       |                                       |                                       |  |  |                                    |                                    |                                    |                                    |                                    |                                    |  |  |          |          |          |          |          |          |       |       |                     |                     |                     |                     |                                       |                                       |                                       |                                       |                                       |                                       |  |  |  |  |
|                                        |                                        |                                        |                                        | Boson († 887) roi en Provence               | Boson († 887) roi en Provence               | Boson († 887) roi en Provence               | Boson († 887) roi en Provence               | Boson († 887) roi en Provence               | Boson († 887) roi en Provence               |                      |                      | Ermengearde († 896/901)             | Ermengearde († 896/901)             | Ermengearde († 896/901)             | Ermengearde († 896/901)             | Ermengearde († 896/901)             | Ermengearde († 896/901)             |  |  | Gisela                                | Gisela                                | Gisela                                | Gisela                                | Gisela                                | Gisela                                |  |  |                                    |                                    |                                    |                                    |                                    |                                    |  |  |          |          |          |          |          |          |       |       |                     |                     |                     |                     |                                       |                                       |                                       |                                       |                                       |                                       |  |  |  |  |
|                                        |                                        |                                        |                                        | Boson († 887) roi en Provence               | Boson († 887) roi en Provence               | Boson († 887) roi en Provence               | Boson († 887) roi en Provence               | Boson († 887) roi en Provence               | Boson († 887) roi en Provence               |                      |                      | Ermengearde († 896/901)             | Ermengearde († 896/901)             | Ermengearde († 896/901)             | Ermengearde († 896/901)             | Ermengearde († 896/901)             | Ermengearde († 896/901)             |  |  | Gisela                                | Gisela                                | Gisela                                | Gisela                                | Gisela                                | Gisela                                |  |  |                                    |                                    |                                    |                                    |                                    |                                    |  |  |          |          |          |          |          |          |       |       |                     |                     |                     |                     |                                       |                                       |                                       |                                       |                                       |                                       |  |  |  |  |
|                                        |                                        |                                        |                                        |                                             |                                             |                                             |                                             |                                             |                                             |                      |                      |                                     |                                     |                                     |                                     |                                     |                                     |  |  |                                       |                                       |                                       |                                       |                                       |                                       |  |  |                                    |                                    |                                    |                                    |                                    |                                    |  |  |          |          |          |          |          |          |       |       |                     |                     |                     |                     |                                       |                                       |                                       |                                       |                                       |                                       |  |  |  |  |
|                                        |                                        |                                        |                                        |                                             |                                             |                                             |                                             |                                             |                                             |                      |                      |                                     |                                     |                                     |                                     |                                     |                                     |  |  |                                       |                                       |                                       |                                       |                                       |                                       |  |  |                                    |                                    |                                    |                                    |                                    |                                    |  |  |          |          |          |          |          |          |       |       |                     |                     |                     |                     |                                       |                                       |                                       |                                       |                                       |                                       |  |  |  |  |
|                                        |                                        |                                        |                                        | Louis III l'Aveugle (v. 892 † 926) empereur | Louis III l'Aveugle (v. 892 † 926) empereur | Louis III l'Aveugle (v. 892 † 926) empereur | Louis III l'Aveugle (v. 892 † 926) empereur | Louis III l'Aveugle (v. 892 † 926) empereur | Louis III l'Aveugle (v. 892 † 926) empereur |                      |                      | Willa Ire († av. 924)               | Willa Ire († av. 924)               | Willa Ire († av. 924)               | Willa Ire († av. 924)               | Willa Ire († av. 924)               | Willa Ire († av. 924)               |  |  | Rodolphe Ier († 911) roi de Bourgogne | Rodolphe Ier († 911) roi de Bourgogne | Rodolphe Ier († 911) roi de Bourgogne | Rodolphe Ier († 911) roi de Bourgogne | Rodolphe Ier († 911) roi de Bourgogne | Rodolphe Ier († 911) roi de Bourgogne |  |  |                                    |                                    |                                    |                                    |                                    |                                    |  |  |          |          |          |          |          |          |       |       |                     |                     |                     |                     |                                       |                                       |                                       |                                       |                                       |                                       |  |  |  |  |
|                                        |                                        |                                        |                                        | Louis III l'Aveugle (v. 892 † 926) empereur | Louis III l'Aveugle (v. 892 † 926) empereur | Louis III l'Aveugle (v. 892 † 926) empereur | Louis III l'Aveugle (v. 892 † 926) empereur | Louis III l'Aveugle (v. 892 † 926) empereur | Louis III l'Aveugle (v. 892 † 926) empereur |                      |                      | Willa Ire († av. 924)               | Willa Ire († av. 924)               | Willa Ire († av. 924)               | Willa Ire († av. 924)               | Willa Ire († av. 924)               | Willa Ire († av. 924)               |  |  | Rodolphe Ier († 911) roi de Bourgogne | Rodolphe Ier († 911) roi de Bourgogne | Rodolphe Ier († 911) roi de Bourgogne | Rodolphe Ier († 911) roi de Bourgogne | Rodolphe Ier († 911) roi de Bourgogne | Rodolphe Ier († 911) roi de Bourgogne |  |  |                                    |                                    |                                    |                                    |                                    |                                    |  |  |          |          |          |          |          |          |       |       |                     |                     |                     |                     |                                       |                                       |                                       |                                       |                                       |                                       |  |  |  |  |
|                                        |                                        |                                        |                                        |                                             |                                             |                                             |                                             |                                             |                                             |                      |                      |                                     |                                     |                                     |                                     |                                     |                                     |  |  |                                       |                                       |                                       |                                       |                                       |                                       |  |  |                                    |                                    |                                    |                                    |                                    |                                    |  |  |          |          |          |          |          |          |       |       |                     |                     |                     |                     |                                       |                                       |                                       |                                       |                                       |                                       |  |  |  |  |
|                                        |                                        |                                        |                                        |                                             |                                             |                                             |                                             |                                             |                                             |                      |                      |                                     |                                     |                                     |                                     |                                     |                                     |  |  |                                       |                                       |                                       |                                       |                                       |                                       |  |  |                                    |                                    |                                    |                                    |                                    |                                    |  |  |          |          |          |          |          |          |       |       |                     |                     |                     |                     |                                       |                                       |                                       |                                       |                                       |                                       |  |  |  |  |
|                                        |                                        |                                        |                                        | Boson d'Arles († 936) comte d'Arles         | Boson d'Arles († 936) comte d'Arles         | Boson d'Arles († 936) comte d'Arles         | Boson d'Arles († 936) comte d'Arles         | Boson d'Arles († 936) comte d'Arles         | Boson d'Arles († 936) comte d'Arles         |                      |                      | Willa II († ap.936)                 | Willa II († ap.936)                 | Willa II († ap.936)                 | Willa II († ap.936)                 | Willa II († ap.936)                 | Willa II († ap.936)                 |  |  | Rodolphe II († 937) roi de Bourgogne  | Rodolphe II († 937) roi de Bourgogne  | Rodolphe II († 937) roi de Bourgogne  | Rodolphe II († 937) roi de Bourgogne  | Rodolphe II († 937) roi de Bourgogne  | Rodolphe II († 937) roi de Bourgogne  |  |  | Louis († av. 929) comte en Thurgau | Louis († av. 929) comte en Thurgau | Louis († av. 929) comte en Thurgau | Louis († av. 929) comte en Thurgau | Louis († av. 929) comte en Thurgau | Louis († av. 929) comte en Thurgau |  |  | Waldrade | Waldrade | Waldrade | Waldrade | Waldrade | Waldrade |       |       | Boniface de Spolète | Boniface de Spolète | Boniface de Spolète | Boniface de Spolète | Boniface de Spolète                   | Boniface de Spolète                   |                                       |                                       |                                       |                                       |  |  |  |  |
|                                        |                                        |                                        |                                        | Boson d'Arles († 936) comte d'Arles         | Boson d'Arles († 936) comte d'Arles         | Boson d'Arles († 936) comte d'Arles         | Boson d'Arles († 936) comte d'Arles         | Boson d'Arles († 936) comte d'Arles         | Boson d'Arles († 936) comte d'Arles         |                      |                      | Willa II († ap.936)                 | Willa II († ap.936)                 | Willa II († ap.936)                 | Willa II († ap.936)                 | Willa II († ap.936)                 | Willa II († ap.936)                 |  |  | Rodolphe II († 937) roi de Bourgogne  | Rodolphe II († 937) roi de Bourgogne  | Rodolphe II († 937) roi de Bourgogne  | Rodolphe II († 937) roi de Bourgogne  | Rodolphe II († 937) roi de Bourgogne  | Rodolphe II († 937) roi de Bourgogne  |  |  | Louis († av. 929) comte en Thurgau | Louis († av. 929) comte en Thurgau | Louis († av. 929) comte en Thurgau | Louis († av. 929) comte en Thurgau | Louis († av. 929) comte en Thurgau | Louis († av. 929) comte en Thurgau |  |  | Waldrade | Waldrade | Waldrade | Waldrade | Waldrade | Waldrade |       |       | Boniface de Spolète | Boniface de Spolète | Boniface de Spolète | Boniface de Spolète | Boniface de Spolète                   | Boniface de Spolète                   |                                       |                                       |                                       |                                       |  |  |  |  |
|                                        |                                        |                                        |                                        |                                             |                                             |                                             |                                             |                                             |                                             |                      |                      |                                     |                                     |                                     |                                     |                                     |                                     |  |  |                                       |                                       |                                       |                                       |                                       |                                       |  |  |                                    |                                    |                                    |                                    |                                    |                                    |  |  |          |          |          |          |          |          |       |       |                     |                     |                     |                     |                                       |                                       |                                       |                                       |                                       |                                       |  |  |  |  |
| Bérenger II (v.900 † 966) roi d'Italie | Bérenger II (v.900 † 966) roi d'Italie | Bérenger II (v.900 † 966) roi d'Italie | Bérenger II (v.900 † 966) roi d'Italie | Bérenger II (v.900 † 966) roi d'Italie      | Bérenger II (v.900 † 966) roi d'Italie      |                                             |                                             | Willa III († ap.963)                        | Willa III († ap.963)                        | Willa III († ap.963) | Willa III († ap.963) | Willa III († ap.963)                | Willa III († ap.963)                |                                     |                                     |                                     |                                     |  |  | Hugues († av.948) cte Bourgogne       | Hugues († av.948) cte Bourgogne       | Hugues († av.948) cte Bourgogne       | Hugues († av.948) cte Bourgogne       | Hugues († av.948) cte Bourgogne       | Hugues († av.948) cte Bourgogne       |  |  | Willa                              | Willa                              | Willa                              | Willa                              | Willa                              | Willa                              |  |  |          |          |          |          | Willa    | Willa    | Willa | Willa | Willa               | Willa               |                     |                     | Hubert († 967/970) marquis de Toscane | Hubert († 967/970) marquis de Toscane | Hubert († 967/970) marquis de Toscane | Hubert († 967/970) marquis de Toscane | Hubert († 967/970) marquis de Toscane | Hubert († 967/970) marquis de Toscane |  |  |  |  |
| Bérenger II (v.900 † 966) roi d'Italie | Bérenger II (v.900 † 966) roi d'Italie | Bérenger II (v.900 † 966) roi d'Italie | Bérenger II (v.900 † 966) roi d'Italie | Bérenger II (v.900 † 966) roi d'Italie      | Bérenger II (v.900 † 966) roi d'Italie      |                                             |                                             | Willa III († ap.963)                        | Willa III († ap.963)                        | Willa III († ap.963) | Willa III († ap.963) | Willa III († ap.963)                | Willa III († ap.963)                |                                     |                                     |                                     |                                     |  |  | Hugues († av.948) cte Bourgogne       | Hugues († av.948) cte Bourgogne       | Hugues († av.948) cte Bourgogne       | Hugues († av.948) cte Bourgogne       | Hugues († av.948) cte Bourgogne       | Hugues († av.948) cte Bourgogne       |  |  | Willa                              | Willa                              | Willa                              | Willa                              | Willa                              | Willa                              |  |  |          |          |          |          | Willa    | Willa    | Willa | Willa | Willa               | Willa               |                     |                     | Hubert († 967/970) marquis de Toscane | Hubert († 967/970) marquis de Toscane | Hubert († 967/970) marquis de Toscane | Hubert († 967/970) marquis de Toscane | Hubert († 967/970) marquis de Toscane | Hubert († 967/970) marquis de Toscane |  |  |  |  |